# Дівайн
Гарріс Гленн Мілстед (англ. Harris Glenn Milstead), більш відомий як Дівайн (англ. Divine; 19 жовтня 1945 — 7 березня 1988) — американський актор, співак і дреґ-королева. Велику популярність йому принесла участь у фільмах Джона Вотерса.

## Фільмографія
| Рік  |    | Українська назва         | Оригінальна назва          | Роль                         |
| ---- | -- | ------------------------ | -------------------------- | ---------------------------- |
| 1966 | кф | Римські свічки           | Roman Candles              | монашка                      |
| 1968 | кф | Їж свій макіяж           | Eat Your Makeup            | Джекі Кеннеді                |
| 1969 | ф  | Відстійні світ           | Mondo Trasho               | Дівайн                       |
| 1970 | кф | Історія Діани Лінклеттер | The Diane Linkletter Story | Діана Лінклеттер             |
| 1970 | ф  | Множинні маніяки         | Multiple Maniacs           | Дівайн                       |
| 1972 | ф  | Рожеві фламінго          | Pink Flamingos             | Дівайн/Бебс Джонсон          |
| 1974 | ф  | Жіночі проблеми          | Female Trouble             | Дон Девенпорт                |
| 1981 | ф  | Поліестер                | Polyester                  | Франсін Фішпау               |
| 1985 | ф  | Пристрасть у пилу        | Lust In The Dust           | Розі Велес                   |
| 1988 | ф  | Лак для волосся          | Hairspray                  | Една Тернблад/Арвин Хотгепил |